# Kendra
Kendra  è un nome proprio di persona inglese femminile.

## Varianti
- Femminili: Kendre[3]

## Origine e diffusione
Si tratta di un nome femminile recente, che è attestato a partire dal XX secolo e che ha goduto di particolare fortuna in film e serie televisive dall'inizio del XXI secolo. Con tutta probabilità, è stato inventato combinando il Ken- di Kenneth con il -dra di Sandra o Alexandra, tuttavia viene considerato anche una forma femminile di Ken o Kendrick, e sono state anche proposte altre etimologie piuttosto improbabili da lingue quali il sanscrito e il curlandese.
Kendra è anche un cognome inglese molto raro, attestato soprattutto nello Yorkshire, che venne brevemente adottato come nome maschile all'inizio del XIX secolo; esso può derivare dal cognome MacAndrew, oppure dall'antico nome anglosassone femminile Cynethryth (da cyne, "regale", e thryth, "forza"); tuttavia, la somiglianza tra il cognome/nome maschile e il moderno nome femminile è, probabilmente, una pura coincidenza.

## Onomastico
L'onomastico si può festeggiare lo stesso giorno di Kenneth, cioè l'11 ottobre in ricordo di san Kenneth, discepolo di san Finnian di Clonard.

## Persone

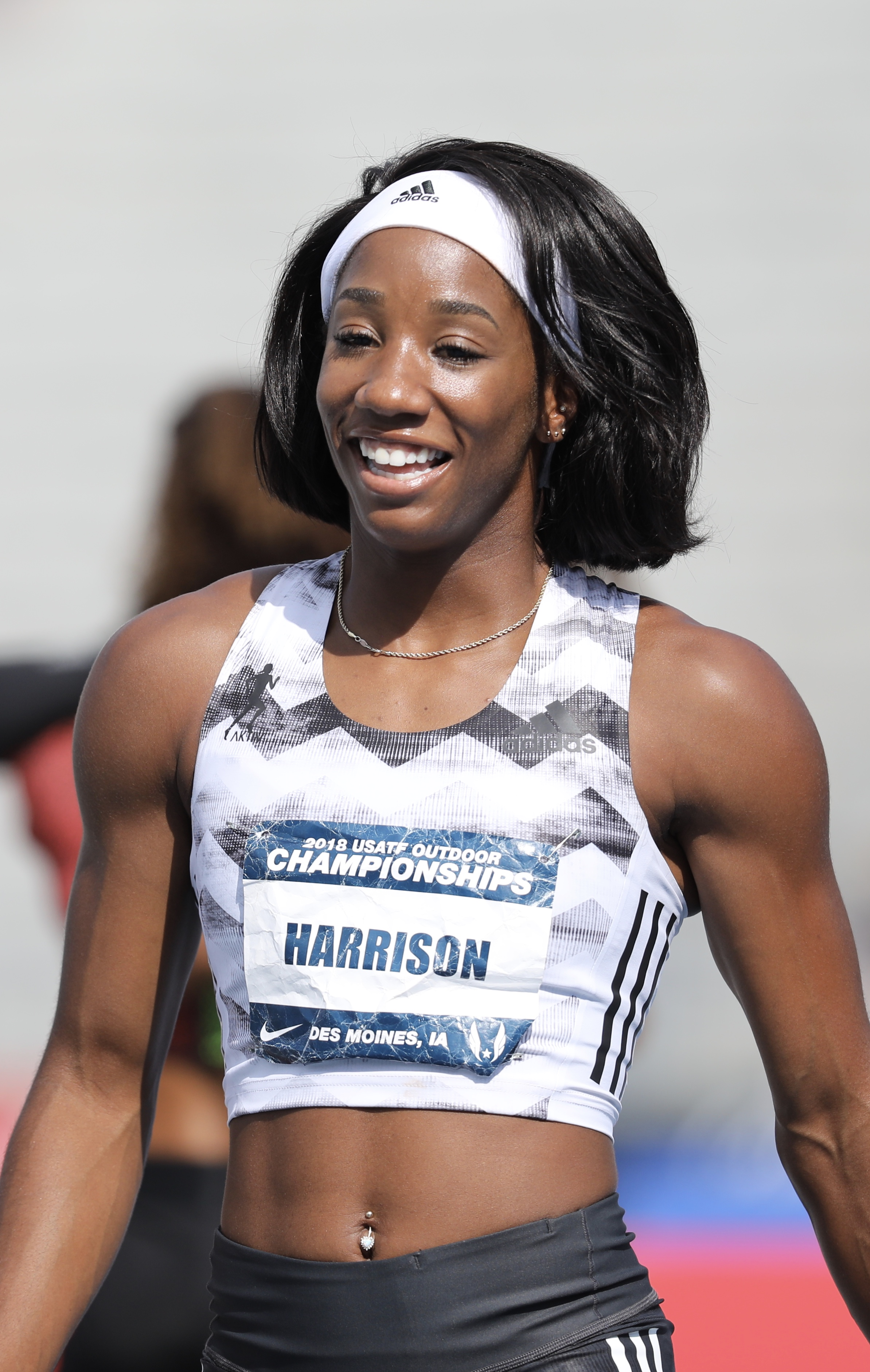
Kendra Harrison

- Kendra Cocksedge, rugbista a 15 e crickettista neozelandese
- Kendra Harrison, ostacolista statunitense
- Kendra Horn, politica statunitense
- Kendra Lust, attrice pornografica e regista statunitense
- Kendra Morris, cantautrice statunitense
- Kendra Smith, musicista statunitense
- Kendra Smith, wrestler statunitense
- Kendra Wecker, cestista statunitense
- Kendra Wilkinson, modella e personaggio televisivo statunitense

## Il nome nelle arti
- Kendra è un personaggio della serie televisiva La mia vita con Derek.
- Kendra Daniels è un personaggio del videogioco Dead Space.
- Kendra Hilferty è un personaggio del film del 2011 Beastly, diretto da Daniel Barnz.
- Kendra Krystal Krinklesac è un personaggio della serie animata The Cleveland Show.
- Kendra Saunders, più nota come Hawkgirl, è un personaggio dei fumetti DC Comics.
- Kendra Shaw è un personaggio della serie televisiva Battlestar Galactica: Razor.
- Kendra Young è un personaggio della serie televisiva Buffy l'ammazzavampiri.